# جبهة السند الوطنية
جبهة السند الوطنية هي حزب سياسي نشط في مقاطعة السند بباكستان. قادها ممتاز بوتو ابن عم ذو الفقار علي بوتو رئيس وزراء باكستان السابق. في عام 2017 اندمج الحزب مع حركة الإنصاف الباكستانية.
كان الهدف الرئيسي للحزب هو «كونفدرالية» حيث تكون كل من مقاطعات باكستان الأربع (السند والبنجاب وخيبر بختونخوا وبلوشستان) شبه مستقلة. وذكر الحزب أنه يرغب في تحقيق نفس النوع من الوحدات الفدرالية المستقلة في الولايات المتحدة وكندا والهند وأستراليا والكانتونات في سويسرا.
تعتقد جبهة السند الوطنية أن «الحكم الذاتي الإقليمي» الموجود حاليًا في باكستان، والذي تم توفيره وفقًا لقانون حكومة الهند لعام 1935، كان مخصصًا في الواقع لمقاطعات الهند الاستعمارية وليس لمحافظات باكستان الحرة والمستقلة. ويذكر الحزب أن قرار لاهور يؤيد تماما الكونفدرالية.